# Marathon van Fukuoka 1956
De marathon van Fukuoka 1956 werd gelopen op zondag 9 december 1956. Het was de 10e editie van de marathon van Fukuoka. De wedstrijd werd net als in 1953 niet in de Japanse stad Fukuoka gehouden, maar in de bijna 800 km verder gelegen stad Nagoya. Aan deze wedstrijd mochten alleen mannelijke elitelopers deelnemen.
De Japanner Keizo Yamada kwam als eerste over de streep in 2:25.15.

## Uitslagen
| rang   | naam               | land | tijd    |
| ------ | ------------------ | ---- | ------- |
| Goud   | Keizo Yamada       | JPN  | 2:25.15 |
| Zilver | Toyohichi Nakata   | JPN  | 2:26.46 |
| Brons  | Sumio Horinouchi   | JPN  | 2:28.06 |
| 4      | Yukata Sagara      | JPN  | 2:28.24 |
| 5      | Toshio Hashiguchi  | JPN  | 2:28.28 |
| 6      | Takayuki Nakao     | JPN  | 2:29.36 |
| 7      | Teruo Nakano       | JPN  | 2:29.41 |
| 8      | Shigeki Tanaka     | JPN  | 2:31.36 |
| 9      | Takashi Kimura     | JPN  | 2:31.41 |
| 10     | Toshio Arimura     | JPN  | 2:32.16 |
| 11     | Mataichi Nasu      | JPN  | 2:32.36 |
| 12     | Nobuyoshi Sadanaga | JPN  | 2:32.39 |
| 14     | Kenkichi Shikauchi | JPN  | 2:34.02 |
| 15     | Yoshio Kase        | JPN  | 2:34.57 |

1947 ·
1948 ·
1949 ·
1950 ·
1951 ·
1952 ·
1953 ·
1954 ·
1955 ·
1956 ·
1957 ·
1958 ·
1959 ·
1960 ·
1961 ·
1962 ·
1963 ·
1964 ·
1965 ·
1966 ·
1967 ·
1968 ·
1969 ·
1970 ·
1971 ·
1972 ·
1973 ·
1974 ·
1975 ·
1976 ·
1977 ·
1978 ·
1979 ·
1980 ·
1981 ·
1982 ·
1983 ·
1984 ·
1985 ·
1986 ·
1987 ·
1988 ·
1989 ·
1990 ·
1991 ·
1992 ·
1993 ·
1994 ·
1995 ·
1996 ·
1997 ·
1998 ·
1999 ·
2000 ·
2001 ·
2002 ·
2003 ·
2004 ·
2005 ·
2006 ·
2007 ·
2008 ·
2009 ·
2010 ·
2011 ·
2012 ·
2013 ·
2014 ·
2015 ·
2016 ·
2017